# 6-я гвардейская бомбардировочная авиационная дивизия
6-я гвардейская бомбардировочная авиационная Таганрогская Краснознамённая орденов Суворова и Кутузова дивизия — авиационная бомбардировочная дивизия в Великой Отечественной войне.

## История
Сформирована 12 июня 1942 года на базе управления 4-й Резервной Авиационной Группы в Харьковской области как 270-я бомбардировочная авиационная дивизия

### Боевой путь
В Великую Отечественную войну в составе ВВС Юго-Западного фронта участвовала в сражениях на харьковском направлении; в составе 8-я воздушной армии, а с июня 1944 года — 1-й воздушной армии на Сталинградском, Южном, 4-м Украинским и 3-м Белорусским фронтах.
За боевые заслуги 23 октября 1943 года преобразована в 6-ю гвардейскую бомбардировочную авиационную дивизию и удостоена наименования «Таганрогская»,
В ночь на 26 октября 1943 года дивизия обеспечивала продвижение наших танков и кавалерии, бомбардировщики А-20-Б дивизии вели ночную разведку, а Пе-2 наносили удары по скоплениям войск противника у Ново-Николаевки, эшелонам на станциях южнее Мелитополя и по переправам через Днепр у Каховки, Каменки и Никополя.
В ноябре-декабре 1943 года части дивизии поддерживали войска 4-го Украинского фронта при ликвидации Никопольского плацдарма противника, а также обеспечивали перегруппировку и сосредоточение войск фронта для операции в Крыму.
С середины февраля 1944 года, после ликвидации никопольской группировки гитлеровцев, войска 4-го Украинского фронта, в состав которого входила 6-я гвардейская бад 8-й воздушной армии, начали подготовку операции по освобождению Крыма.
В 8.00 8 апреля 1944 года началась артиллерийская подготовка. Затем над полем боя появилась советская авиация. Под прикрытием 48 истребителей 265-й дивизии на высоте 2700—2900 м шли колонной шесть девяток Пе-2 и А-20-Б дивизии. Прижимаясь к земле, летели штурмовики. Выше действовали истребители, расчищая воздушное пространство от врага. В 11.00 пошли в атаку наземные войска, но встретили ожесточенное сопротивление противника.
Оказывая поддержку наступающим, бомбардировщики, ведомые командиром дивизии полковником Г. А. Чучевым, нанесли массированный удар с горизонтального полета и с пикирования по артиллерийским позициям и оборонительным сооружениям противника в районе Тархан.
В ночь на 11 апреля ночные бомбардировщики дивизии бомбили вражеские войска в районах южнее Томашевки, Ново-Александровки, севернее Монастырки и Красноперекопска. Было произведено 402 боевых вылета.
24 апреля 1944 г. Указом Президиума Верховного Совета СССР за успешные боевые действия в Крыму, выполнение боевых заданий командования, способствовавших освобождению войсками 51-й армии Симферополя (13 апреля) дивизия награждается орденом Красного Знамени.
5 мая 1944 года наши войска начали наступление на Севастополь. Бомбардировщики дивизии и штурмовики 230-й дивизии громят оборону гитлеровцев в районе Мекензиевых гор.
В июне 1944 года дивизия включена в состав 1-й воздушной армии 3-го Белорусского фронта, в которой вела боевые действия до конца войны.
В Белорусской наступательной операции дивизия во взаимодействии с другими авиационными соединениями наносила мощные бомбовые удары по войскам и другим объектам противника в ходе прорыва подготовленной обороны на оршанском направлении, развитии наступления и форсировании рек Березина и Неман.
25 июля 1944 года за образцовое выполнение заданий командования при освобождении войсками фронта Вильнюса (13 июля) и проявленные при этом её личным доблесть и мужество награждена орденом Суворова 2-й степени.
В 1945 году лётчики соединения показали высокое боевое мастерство в Восточно-Прусской наступательной операции, за что 19 февраля 1945 года дивизия награждена орденом Кутузова 2-й степени.
Войну закончила как 6-я гвардейская бомбардировочная авиационная Таганрогская Краснознамённая орденов Суворова и Кутузова дивизия
Сотни её воинов награждены орденами и медалями, 20 присвоено звание Героя Советского Союза, а гвардии капитан В. С. Ефремов удостоен этого звания дважды.

## Состав дивизии
- 10-й гвардейский бомбардировочный авиационный полк — с сентября 1942 года до конца войны.
- 134-й гвардейский бомбардировочный авиационный полк — с 23 октября 1943 года до окончания войны.
- 135-й гвардейский бомбардировочный авиационный полк — с 23 октября 1943 года до окончания войны.
- 4-й гвардейский Новгородский бомбардировочный авиационный полк — с 24 апреля 1945 года до окончания войны.

## Подчинение
- С 23 октября 1943 года по 12 мая 1944 года — в составе 8-й воздушной армии 4-го Украинского Фронта.
- С 12 мая 1944 года по 6 июня 1944 года — в составе Резерва Верховного Главного Командования.
- С 6 июня 1944 года до окончания войны — в составе 1-й воздушной армии 3-го Белорусского Фронта.

## Дивизией командовали
- полковник Егоров Алексей Степанович, с 12 июня 1942 года по 2 февраля 1943 года;
- полковник, генерал-майор авиации (с апреля 1945 года) Чучев Григорий Алексеевич, с 3 февраля 1943 года по март 1947);
- генерал-майор авиации Пушкин Анатолий Иванович[4], август 1955 - июль 1956 года.

## Участие в битвах и операциях
- Мелитопольская операция — с 23 октября 1943 года по 5 ноября 1943 года.
- Никопольско-Криворожская операция — с 30 января 1944 года по 29 февраля 1944 года.
- Крымская операция (1944) — с 8 апреля 1944 года по 12 мая 1944 года.
- Белорусская операция (1944) «Багратион» — с 23 июня 1944 года по 29 августа 1944 года.
- Витебско-Оршанская операция — с 23 июня 1944 года по 28 июня 1944 года.
- Минская операция — с 29 июня 1944 года по 4 июля 1944 года.
- Вильнюсская операция — с 5 июля 1944 года по 20 июля 1944 года.
- Каунасская операция — с 28 июля 1944 года по 28 августа 1944 года.
- Гумбиннен-Гольдапская операция — с 16 октября 1944 года по 27 октября 1944 года.
- Восточно-Прусская операция (1945) — с 13 января 1945 года по 25 апреля 1945 года.
- Инстербургско-Кёнигсбергская операция — с 13 января 1945 года по 27 января 1945 года.
- Кёнигсбергская операция — с 6 апреля 1945 года по 9 апреля 1945 года.
- Земландская операция — с 13 апреля 1945 года по 25 апреля 1945 года.

## Награды и наименования
| Награда                              | Дата                 | За что получена |
| ------------------------------------ | -------------------- | --- |
| «Гвардейская»                        | 23 октября 1943 года | За проявленные в боях мужество и высокое лётное мастерство, организованность и героизм |
| почётное наименование «Таганрогская» | 30 августа 1943 года | за отвагу и мужество личного состава при освобождении г. Таганрог |
| Орден Красного Знамени               | 24 апреля 1944 года  | За образцовое выполнение заданий командования при освобождении в боях при освобождении города Симферополя и проявленные при этом доблесть и мужество дивизия награждена орденом Красного Знамени.                       |
| Орден Суворова II степени            | 25 июля 1944 года    | За образцовое выполнение заданий командования при освобождении войсками фронта Вильнюса (13 июля) и проявленные при этом её личным доблесть и мужество награждена орденом Суворова 2-й степени.                         |
| Орден Кутузова II степени            | 19 февраля 1945 года | За образцовое выполнение заданий командования в боях с немецкими захватчиками, за прорыв обороны немцев в Восточной Пруссии и проявленные при этом доблесть и мужество дивизия награждена орденом Кутузова 2-й степени. |

Почетные наименования полков:
- Приказом НКО от 23 октября 1943 года 134-му Гвардейскому бомбардировочному полку присвоено почётное наименование «Таганрогский».
- Приказом НКО от 23 октября 1943 года 135-му Гвардейскому бомбардировочному полку присвоено почётное наименование «Таганрогский».
- Приказом НКО 10-му Гвардейскому бомбардировочному авиационному полку присвоено почётное наименование «Киевский».

Награды полков:
- Указом Президиума Верховного Совета СССР от 24 мая 1944 года за образцовое выполнение заданий командования в боях за освобождение города Севастополя и проявленные при этом геройство, доблесть и мужество 10-й гвардейский бомбардировочный Киевский авиационный полк награждён орденом Красного Знамени[6].
- Указом Президиума Верховного Совета СССР 134-й гвардейский «Таганрогский» бомбардировочный авиационный полк награждён орденом Красного Знамени.
- Указом Президиума Верховного Совета СССР 135-й гвардейский «Таганрогский» бомбардировочный авиационный полк награждён орденом Красного Знамени.
- Указом Президиума Верховного Совета СССР от 25 июля 1944 года за образцовое выполнение заданий командования в боях с немецкими захватчиками при овладении городом Лида и проявленные при этом доблесть и мужество 10-й гвардейский бомбардировочный авиационный Киевский Краснознамённый полк награждён орденом Суворова II степени[6].
- Указом Президиума Верховного Совета СССР 134-й гвардейский «Таганрогский» Краснознамённый бомбардировочный авиационный полк награждён орденом Александра Невского.
- Указом Президиума Верховного Совета СССР 135-й гвардейский «Таганрогский» Краснознамённый бомбардировочный авиационный полк награждён орденом Александра Невского.
- Указом Президиума Верховного Совета СССР 135-й гвардейский «Таганрогский» Краснознамённый бомбардировочный авиационный полк награждён орденом Кутузова III степени.

Объявлены благодарности:
- Приказом ВГК № 107 от 13 апреля 1944 года за освобождение города Евпатория.
- Приказом ВГК № 111 от 10 мая 1944 года за освобождение города Севастополь.
- Приказом ВГК № 136 от 13 июля 1944 года за овладение городом Вильнюс.
- Приказом ВГК № 139 от 16 июля 1944 года за овладение городом Гродно.
- Приказом ВГК № 161 от 1 августа 1944 года за овладение городом и крепостью Каунас (Ковно).
- Приказом ВГК № 193 от 8 октября 1944 года за прорыв обороны противника северо-западнее и юго-западнее Шяуляй (Шавли).
- Приказом ВГК № 203 от 23 октября 1944 года за прорыв обороны немцев и вторжение в пределы Восточной Пруссии.
- Приказом ВГК № 231 от 19 января 1945 года за овладение укрепленными городами Пилькаллен, Рагнит и сильными опорными пунктами обороны немцев Шилленен, Лазденен, Куссен, Науйенингкен, Ленгветен, Краупишкен, Бракупенен.
- Приказом ВГК № 235 от 20 января 1945 года за овладение городами Тильзит, Гросс-Скайсгиррен, Ауловенен, Шиллен и Каукемен.
- Приказом ВГК № 240 от 22 января 1945 года за овладение городом Инстербург.
- Приказом ВГК № 272 от 10 февраля 1945 года за овладение городом Прейсиш-Эйлау.
- Приказом ВГК № 282 от 17 февраля 1945 года за овладение городами Вормдитт и Мельзак.
- Приказом ВГК № 303 от 20 марта 1945 года за овладение городом Браунсберг.
- Приказом ВГК № 309 от 25 марта 1945 года за овладение городом Хайлигенбайль.
- Приказом ВГК № 317 от 29 марта 1945 года за разгром группы немецких войск юго-западнее Кёнигсберга.
- Приказом ВГК № 333 от 9 апреля 1945 года за овладение городом и крепостью Кёнигсберг.
- Приказом ВГК № 343 от 25 апреля 1945 года за овладение городом и крепостью Пиллау.

## Отличившиеся воины
Герои Советского Союза:
- Яницкий, Василий Иванович, лейтенант, заместитель командира эскадрильи 52-го ближнего бомбардировочного авиационного полка. Золотая Звезда № 846.
- Быстрых, Борис Степанович, старший лейтенант, командир звена 99-го ближнего бомбардировочного авиационного полка. Золотая Звезда № 777.
- Смирнов, Алексей Пантелеевич, капитан, командир эскадрильи 99-го ближнего бомбардировочного авиационного полка. Золотая Звезда № 739.
- Ефремов, Василий Сергеевич, гвардии капитан, командир эскадрильи 10-го гвардейского бомбардировочного авиационного полка . Золотая Звезда № 733. 2-я Золотая Звезда № 2/8.
- Бочин, Пётр Антонович, гвардии лейтенант, командир звена 10-го гвардейского бомбардировочного авиационного полка. Золотая Звезда № 1268.
- Майков, Николай Иванович, гвардии лейтенант, командир звена 134-го Гвардейского бомбардировочного авиационного полка. Золотая Звезда № 1275.
- Азаров, Пётр Лукьянович, гвардии лейтенант, старший лётчик 134-го Гвардейского бомбардировочного авиационного полка. Золотая Звезда № 6230.
- Бобров, Леонид Николаевич, гвардии майор, командир эскадрильи 134-го Гвардейского бомбардировочного авиационного полка . Золотая Звезда № 6131.
- Палий, Фёдор Прокофьевич, гвардии майор, командир 135-го Гвардейского бомбардировочного авиационного полка. Золотая Звезда № 6122.
- Лашин, Михаил Афанасьевич, гвардии капитан, штурман эскадрильи 135-го Гвардейского бомбардировочного авиационного полка. Золотая Звезда № 6362.
- Малущенко, Митрофан Егорович, гвардии капитан, штурман эскадрильи 134-го Гвардейского бомбардировочного авиационного полка. Золотая Звезда № 6350.
- Онищенко, Виктор Павлович, гвардии старший лейтенант, штурман звена 134-го Гвардейского бомбардировочного авиационного полка. Золотая Звезда № 6341.
- Пырков, Юрий Иванович, гвардии старший лейтенант, командир звена 134-го Гвардейского бомбардировочного авиационного полка. Золотая Звезда № 6356.
- Балабанов, Анатолий Иванович, гвардии майор, командир эскадрильи 135-го гвардейского бомбардировочного авиационного полка.